# Кокина, Галина Григорьевна
Галина Григорьевна Кокина (2 июня 1926, Сталинград — 28 декабря 1999, Долгопрудный, Московская область) — советский преподаватель и сценаристка.

## Биография
Родилась 2 июня 1926 года в Сталинграде в семье Григория Кокина. Имела брата Льва Кокина.
В 1937 году её родители были репрессированы и она вместе с мамой была выслана в Норильск. После окончания средней школы переехала в Самарканд и поступила на географический факультет Самаркандского университета. После окончания университета ей была присвоена специальность преподаватель географии; работала в средней школе. Окончила курсы сценаристов при Мосфильме. В 1955 году подсказала своему брату идею создания сценария «Лёгкая жизнь Яши Топоркова», который принёс авторам премию 2-й степени на Всесоюзном конкурсе за лучший сценарий.

Скончалась 28 декабря 1999 года в Долгопрудном.